# Ясная Поляна (Удомельский район)
Ясная Поляна — деревня в Удомельском городском округе Тверской области.

## География
Деревня находится в северной части Тверской области на расстоянии приблизительно 6 км на юг по прямой от города Удомля на западном берегу озера Кубыча.

## История
Известна с 1859 года как хутор (мыза) Кубыч. В 1889 году мызу купила Ольга Федоровна Скороходова — сторонница ученья Л. Н. Толстого. Здесь была создана земледельческая, «толстовская» община. В советское время работали колхозы «Ясная Поляна», им. Попова и совхоз «Удомельский». Дворов (хозяйств) в деревне было 14(1958), 7 (1986), 7 (2000). До 2015 года входила в состав Удомельского сельского поселения до упразднения последнего. С 2015 года в составе Удомельского городского округа.

## Население
Численность населения: 42 (1958 год), 10 (1986), 5 (русские 100 %) в 2002 году, 8 в 2010.